# Fæstningsplan Nr. 612
Fæstningsplan Nr. 612 er en dansk stum kriminalfilm fra 1912 produceret af Filmfabrikken Skandinavien efter manuskript af Aage Brandt. Filmens hovedroller spilles af Mlle Bylgylbyl, der i filmens program angives at være fra Cairo, og af Fritz Lamprecht (skuespiller på Det Ny Teater) og 
Edmund Petersen (skuespiller på Casino).
Filmen havde dansk premiere den 5. november 1912 i Filmfabrikkens egen biograf, Biorama.

## Handling
Den brutale Egypter Radamés er agent for en fremmed magt. Han holder en myndling, Cleoprata, som han tvinger til at danse for matroserne i hans knejpe. Han tvinger Cleoprata til at stjæle en fæstningsplan fra Lord Villiam Raleigh, men hun beslutter sig senere for at hjælpe Lorden med at få planen tilbage. Efter en vild forfølgelsesscene, bliver Radamés taget til fange og sat i fængsel, og - på trods af stand og fordomme - gifter Lorden sig med Cleoprata. Radamés kommer ud af fængslet to år senere, og vil bortføre Lordens og Cleopatras søn, men Cleopatra skyder ham.

## Medvirkende
- Fritz Lamprecht som Lord Villiam Raleigh
- Mlle Bylgylbyl som Cleopatra, Radamés myndling
- Edmund Petersen som Ægypteren Radamés
- Knud Rassow som Den fremmede
- Lauritz Hansen som Vært på "The Sailors Home"
- Ove Knudsen som Clorch, Raleighs tjener
- Albert Wamberg som Francois, Raleighs tjener
- Vera Brechling som Mary, opvartningspige